# The Devil Came on Horseback
A The Devil Came on Horseback (kb. „Az ördög lóháton érkezett”) című 2007-es dokumentumfilm a dárfúri konfliktusról szól, mely a témáról a legátfogóbb összegző anyag. Szudánban és Csádban zajló népirtásra fókuszál a film. Brian Steidle a film főszereplője, aki 6 hónapot töltött fotóriporterként Szudánban, majd visszatért hazájába Amerikába, ahol bemutatta fotóit, írásait, riportjait a Fehér Ház vezető politikusainak. Az Egyesült Államok nem küldött csapatokat Szudánba. Brian Steidle csapatot szervezett, hogy a média foglalkozzon a témával (Save Darfur). Húgával visszatért Afrikába, hogy további információkat gyűjtsön.
Az Afrikai Unió semmilyen lényegi lépést nem tesz az erőszak mérséklésére. A szudáni kormány által támogatott dzsandzsavíd milícia szabadon garázdálkodik az országban. Ezt a milíciát javarészt Dárfúrban képezték ki.
A filmdíjat nyert produkciót 2007 júniusában mutatták be Los Angelesben. A történet könyvváltozatát Brian Steidle testvérével, Gretchen Steidle Wallace-szel készítette el.